# Buḩayrat Abyaḑ
Buḩayrat Abyaḑ är en sjö på gränsen mellan Sydsudan och Sudan. Den ligger i den norra delen av landet, 600 kilometer norr om huvudstaden Juba. Buḩayrat Abyaḑ ligger 420 meter över havet. Arean är 7,0 kvadratkilometer. Den sträcker sig 5,0 kilometer i nord-sydlig riktning, och 4,8 kilometer i öst-västlig riktning.